# Абі (міфологія)
Абі (також відомий як Аба) — бог смерті в давньоєгипетській міфології, про якого відомо з часів Середнього царства.

## Середнє царство
В Текстах саркофагів Середнього царства йдеться про те, що померлий, в Дуаті приймає подобу пантери. На одному з «магічних ножів» богиня Мафдет зображена на сонячній і небесній пантері.
Жерці використовували шкуру пантери з метою магічного захисту. Сет, перетворившись на небесну пантеру, ховався від Тота і Анубіса.